# Wydawnictwo Wolno
Wydawnictwo Wolno – wydawnictwo z siedzibą w podpoznańskim Lusowie. 

## Charakterystyka
Założone w listopadzie 2016 roku przez Jarosława Borowca, historyka literatury i edytora.
Wydawnictwo zainaugurowało swoją działalność dwiema publikacjami: Obie (2016) – autorstwa Iwony Chmielewskiej i Justyny Bargielskiej, a także obszernym wyborem wierszy dla dzieci Jerzego Ficowskiego Lodorosty i bluszczary (2017) z ilustracjami Gosi Herby.
Specjalizuje się m.in. we współczesnej poezji i prozie, humanistyce, w książkach obrazkowych – picture bookach zarówno dla dzieci, jak i dorosłych. Wydawnictwo kładzie nacisk na stronę graficzną wydawanych książek: typografię, ilustrację, estetykę wykonania.

## Autorzy i ilustratorzy związani z wydawnictwem
- Jacek Baczak
- Justyna Bargielska
- Alicja Biała
- Iwona Chmielewska
- Joanna Concejo
- Pola Dwurnik
- Jerzy Ficowski
- Gabriela Gorączko
- Gosia Herba
- Piotr Jasek
- Janusz Korczak
- Marcin Maciejowski
- Tomasz Majeran
- Peter Milčák
- Krystyna Miłobędzka
- Marcin Orliński
- Mieczysław Piotrowski
- Anna Sobolewska
- Marcin Świetlicki
- Kasia Walentynowicz
- Bohdan Zadura